# Victor Froholdt
Victor Froholdt, né le 25 février 2006 au Danemark, est un footballeur international danois qui évolue au poste de milieu central au FC Porto.

## Biographie

### En club
Né au Danemark, Victor Froholdt commence le football au Vallensbæk IF avant de rejoindre le FC Copenhague, qu'il rejoint ensuite pour poursuivre sa formation. Le 16 janvier 2023, il prolonge son contrat jusqu'en décembre 2025 avec le FC Copenhague.
Le 5 novembre 2023, Victor Froholdt se fait remarquer en marquant son premier but en professionnel face au Randers FC, en championnat. Il entre en jeu et participe à la victoire de son équipe par quatre buts à un,.
En 2024, il joue son premier match de Ligue des champions, étant directement titularisé face à Manchester City. Son équipe est battue par trois buts à un ce jour-là,.
Froholdt obtient le premier trophée de sa carrière en participant au seizième titre de champion du Danemark du FC Copenhague lors de la saison 2024-2025. Il remporte ensuite la coupe du Danemark, étant titularisé le 29 mai 2025 lors de la finale qui oppose son équipe au Silkeborg IF (victoire 3-0 de Copenhague),.
Le 23 juillet 2025, Victor Froholdt quitte le FC Copenhague et prend la direction du Portugal afin de signer en faveur du FC Porto pour un contrat de cinq ans, soit jusqu'en juin 2030,. Après avoir impressionné lors des matchs de préparation face au FC Twente et à l'Atlético de Madrid, il est titularisé d'entrée aux côtés d'Alan Varela et Gabri Veiga pour la première journée du championnat, le 11 août au Estádio do Dragão, contre le Vitória SC. Il signe ainsi ses grands débuts officiels sous son nouveau maillot. Une semaine plus tard, Froholdt inscrit son premier but sur la pelouse du Gil Vicente FC lors de la victoire portista (0-2).

### En sélection
Victor Froholdt représente l'équipe du Danemark des moins de 18 ans. Il joue son premier match contre la Suède le 9 septembre 2023. Il entre en jeu et marque également son premier but, participant à la victoire de son équipe (1-3 score final).
En mars 2025, Victor Froholdt est convoqué pour la première fois avec l'équipe nationale du Danemark par le sélectionneur Brian Riemer. Il honore sa première sélection avec le Danemark lors de ce rassemblement, le 23 mars 2025, contre le Portugal. Il entre en jeu à la place de Christian Nørgaard et son équipe est battue par cinq buts à deux après prolongations.

## Statistiques
| Saison                | Club                  | Championnat           | Championnat | Championnat | Championnat | Coupe nationale | Coupe nationale | Coupe nationale | Coupe de la Ligue | Coupe de la Ligue | Coupe de la Ligue | Supercoupe | Supercoupe | Supercoupe | Compétition(s) continentale(s) | Compétition(s) continentale(s) | Compétition(s) continentale(s) | Compétition(s) continentale(s) | Total | Total | Total |
| Saison                | Club                  | Division              | M.          | B.          | P.d.        | M.              | B.              | P.d.            | M.                | B.                | P.d.              | M.         | B.         | P.d.       | Comp.                          | M.                             | B.                             | P.d.                           | M.    | B.    | P.d.  |
| 2023-2024             | FC Copenhague         | Superliga             | 5           | 1           | 1           | 2               | 1               | 0               | -                 | -                 | -                 | -          | -          | -          | C1                             | 1                              | 0                              | 0                              | 8     | 2     | 1     |
| 2024-2025             | FC Copenhague         | Superliga             | 30          | 3           | 2           | 7               | 0               | 1               | -                 | -                 | -                 | -          | -          | -          | C4                             | 16                             | 3                              | 0                              | 53    | 6     | 3     |
| 2025-2026             | FC Copenhague         | Superliga             | 1           | 0           | 0           | -               | -               | -               | -                 | -                 | -                 | -          | -          | -          | -                              | -                              | -                              | -                              | 1     | 0     | 0     |
| Sous-total            | Sous-total            | Sous-total            | 36          | 4           | 3           | 9               | 1               | 1               | 0                 | 0                 | 0                 | 0          | 0          | 0          | -                              | 17                             | 3                              | 0                              | 62    | 8     | 4     |
| 2025-2026             | FC Porto              | Primeira Liga         | 2           | 1           | 0           | -               | -               | -               | -                 | -                 | -                 | -          | -          | -          | -                              | -                              | -                              | -                              | 2     | 1     | 0     |
| Sous-total            | Sous-total            | Sous-total            | 2           | 1           | 0           | 0               | 0               | 0               | 0                 | 0                 | 0                 | 0          | 0          | 0          | -                              | 0                              | 0                              | 0                              | 2     | 1     | 0     |
| Total sur la carrière | Total sur la carrière | Total sur la carrière | 38          | 5           | 3           | 9               | 1               | 0               | 0                 | 0                 | 0                 | 0          | 0          | 0          | -                              | 17                             | 3                              | 0                              | 64    | 9     | 3     |

## Palmarès

### En club
FC Copenhague
- Championnat du Danemark (1) :
  - Champion : 2024-2025.
- Coupe du Danemark (1) :
  - Vainqueur : 2024-2025.